# 尼古拉·洛斯基
尼古拉·奥努弗里耶维奇·洛斯基（俄语：Никола́й Ону́фриевич Ло́сский，1870年12月6日—1965年1月24日），俄罗斯哲学家，俄罗斯理想主义、直观认识论、人格主义、自由意志主义、伦理和价值论（价值论）的代表。他给他的哲学体系命名为“直觉个人主义”。洛斯基生于拉脱维亚，曾在圣彼得堡、纽约和巴黎工作，哲学船事件中离开苏联，他是基督教神学家弗拉基米尔·洛斯基的父亲。